# Beata Przyborowska
Beata Przyborowska zd. Szamotuła (ur. 7 października 1968 w Toruniu) – polska pedagog, zajmująca się pedagogiką ogólną, teorią szkoły, innowatyką pedagogiczną i antropologicznymi podstawami wychowania.

## Życiorys
W 1987 roku ukończyła IV Liceum Ogólnokształcące im. Tadeusza Kościuszki w Toruniu. Następnie podjęła studia pedagogiczne na Uniwersytecie Mikołaja Kopernika w Toruniu, które ukończyła w roku 1992. Trzy lata później obroniła doktorat zatytułowany Rola szkolnictwa niepublicznego w rozwiązywaniu ustrojowego kryzysu polskiej oświaty. Habilitację uzyskała w 2004 roku za rozprawę pt. Struktury innowacyjne w edukacji. W 2014 roku uzyskała otrzymała tytuł profesora.
Obecnie jest pracownicą Katedry Pedagogiki Szkolnej Wydziału Nauk Pedagogicznych, gdzie pełniła również funkcję prodziekana. W 2012 roku została wybrana prorektorem ds. kształcenia. Funkcję prorektora ds. kształcenia pełniła w kadencjach 2012-2016 oraz 2016-2020, zaś w kadencji 2020-2024 pełniła funkcję prorektora ds. studenckich.